# Томислав Таушан (доктор)
Томислав Таушан, (Гацко, 19. октобар 1940 — Београд, 8. април 2018) био је лекар, управник Војне болнице у Сарајеву и Војне болнице Главног штаба Војске Републике Српске, пуковник Југословенске народне армије, ВРС и Војске Југославије.

## Биографија
Рођен је 1940. године у Гацку у породици Ђорђа и Љубице Таушан. Растао је са браћом Богољубом и Милом и сестрама Славојком и Анђом. Основну школу као одличан ученик завршио је у Сарајеву, образовање је наставио у Петој гимназији у Сарајеву. По завршетку средње школе уписао је студије медицине на Медицинском факултету у Сарајеву, 1959. године. Факултет је завршио у року, 1965. године. Специјализирао се у Болници за плућне болести "Подхрастови" у Сарајеву. Затим је три године радио у болници у Травнику. Затим се враћа у Сарајево, гдје ради у Гарнизонској амбуланти. Амбуланта је пружала здравствену помоћ породицама и активним војним лицима. Прелази да ради у новоизграђену Војну болницу у Сарајеву гдје ће бити и управник.
Непосредно пред распад Југославије добио је прилику да као љекар ради у Љубљани али је он ту прилику одбио и остаје да ради у Сарајеву све до 10. маја 1992. када је као припадник српског народа био присиљен да напусти град у којем је живио и радио. Одлази на Соколац гдје је формирана Војна болница и постаје њен командант. На тој душности остао је до краја Одбрамбено-отаџбинског рата. По завршетку рата радио је још пет година у Војној болници у Подроманији и 31. децембра 2000. године одлази у пензију.
Др Томислав Таушан је преминуо 8. априла у Београду, а сахрањен је 12. априла на гробљу Орловача.